# Peter Dawo
Peter Dawo   (Kericho, 1964) és un exfutbolista kenyià de la dècada de 1980.
Fou internacional amb la selecció de futbol de Kenya.
Pel que fa a clubs, destacà a Gor Mahia F.C., Arab Contractors SC d'Egipte i Al-Seeb d'Oman.